# Jordi Mercadé i Farrés
Jordi Mercadé i Farrés, conegut simplement amb el nom artístic de Jordi (Barcelona, 21 de desembre de 1923 - ídem, 24 de juliol de 2005) fou un pintor català, fill del també pintor Jaume Mercadé. Fou un dels membres del Grup Taüll.

## Biografia
Començà a pintar el 1942 per vocació i per influència de l'ambient familiar. Es formà junt al seu pare, així com a l'Acadèmia Tàrrega i l'Acadèmia Valls. Treballà al taller de Ramon Rogent, on conegué a Joan Ponç, qui el va introduir als moviments d'avantguarda. El 1946, junt a Ponç, Arnau Puig i Joan Brossa, van crear la revista Algol. Entre 1948 i 1954 residí a París.
Admirador de Goya i Soutine, es defineix com a partidari d'una "evolució dins d'una estabilitat". Influït inicialment per Cézanne i el cubisme, la seva pintura evolucionà cap a una abstracció de fort gest cal·ligràfic, amb una impromta expressionista. Els seus colors preferits són el blanc, el negre, el vermell i el blau.
Del 2 al 22 d'octubre de 1948, Mercadé, juntament amb Modest Cuixart i Tàpies, Maria Girona i Benet, Josep Hurtuna, Ramon Rogent i Perés, Albert Ràfols-Casamada, Josep Maria de Sucre i de Grau, Jacint Morera i Pujals, Francesc Todó Garcia, Pere Tort i Antoni Tàpies i Puig va participar en el Primer Saló d'Octubre a les Galeries Laietanes.

El 1955, juntament amb Marc Aleu, Modest Cuixart, Josep Guinovart, Jaume Muxart, Antoni Tàpies i Joan-Josep Tharrats constitueixen el grup "Taüll".
Realitzà múltiples exposicions individuals i col·lectives a Barcelona, Madrid, Saragossa, Milà, Berna, etc. Impulsà el Saló de maig i representà a Espanya a les Biennals de São Paulo, Alexandria i als salons parisencs des jeunes peintres, nationale des Beaux Arts i indépendents. Als anys 1980, junt a Joan-Josep Tharrats, recolzà el naixement de l'Associació Catalana d'Artistes Plàstics.

## Obra en museus
- Museu de Berna, Suïssa.
- MNCARS, Madrid.
- Museu d'Art Contemporani, Madrid.
- Museu Camón Aznar, Saragossa.
- MACBA, Barcelona.
- Museu Abelló de Mollet del Vallès.
- Museu Estrada Saladi
- Biblioteca Museu Víctor Balaguer